# 陈苏厚
陈苏厚（1936年11月—2020年1月2日），男，汉族，海南临高人，中华人民共和国政治人物，海南省人民政府原副省长，海南省人大常委会原副主任。

## 生平
1954年8月参加工作，1956年8月加入中国共产党。
1990年1月至1997年1月任海南省人民政府副省长。1997年1月至2003年1月任海南省人大常委会副主任。
2003年12月退休。退休後回到临高县南宝镇松梅村定居，從动员村民种植香蕉、成立香蕉合作社開始，在幾年之內逐步改善松梅村的經濟與生活設施，因而受到媒體關注。2020年1月2日於海口市去世，享年83岁。